# Провинциальный роман
«Провинциа́льный рома́н» — советский художественный фильм, снятый режиссёром Мелисом Убукеевым в 1981 году на киностудии «Киргизфильм».

## Сюжет
В фильме поднята проблема ответственности за свои поступки не только перед обществом, не только перед окружающими, но и перед самим собой. Действие происходит в маленьком среднеазиатском городишке, где все знают друг друга. Банальная любовная история. Она «свободна». Он женат. Сначала всё кажется ясным. Ну, разведётся. Ну, женится снова. Что за проблема — мало ли их разведённых и вторично женатых?!
На деле же всё гораздо сложнее…

## В ролях
Фильм был популярным (в 1982 году) в Киргизии и Казахстане благодаря участию в нём известных советских, казахских и киргизских киноактёров.
- Талгат Нигматуллин — Мурат
- Венера Ибрагимова — Гуля
- Советбек Жумадылов — Темир
- Светлана Норбаева — Роза
- Куман Тастанбеков — Эркин
- Наталья Аринбасарова — адвокат
- Кайсар Боронбаев — Назар
- Асанали Ашимов — прокурор
- Нурмухан Жантурин — игрок
- Павел Винник — общественный защитник
- Ахмет Шамиев — старик
- Айдос Бектемиров — сообщник Эркина
- Мухтар Бахтыгереев — народный заседатель
- Жанна Керимтаева — работница музея
- Амина Умурзакова — родственница
- Тургун Бердалиев — сообщник Эркина
- Ашир Чокубаев — гость
- Асанбек Кыдырназаров — родственник

В эпизодах:
М. Куланбаев, М. Утекешова, Л. Бекназарова, Р. Куркина, Г. Дусматова, С. Берова, Е. Попов, В. Гусев, М. Суморин.

## Над фильмом работали
- Режиссёр-постановщик: Мелис Убукеев
- Сценаристы: Аркадий Ваксберг, Мелис Убукеев
- Оператор-постановщик: Константин Орозалиев
- Композитор: Александр Журбин
- Художник-постановщик: Виктор Тихоненко
- Звукооператоры: О. Абдибаитов, В. Ковалёва
- Монтажёр: С. Орозалиева
- Художник: А. Ушур
- Художник по костюмам: М. Абдиев
- Художник по гриму: Т. Адамчо
- Режиссёр: Г. Андреева
- Оператор: Т. Маматюсупов
- Мастер по свету: Н. Толстых
- Редактор: А. Шершенов
- Директор: Е. Ефимович
- Консультант: государственный советник юстиции 2-го класса М. Л. Демичев
- Консультант: доктор юридических наук, профессор В. М. Савицкий
- Дирижёр Государственного оркестра кинематографии СССР: Константин Кримец

## История создания
В основе сюжета документальная история о любовной связи между преподавателем и ученицей из узбекского села, приведшая к осуждению мужчины по уголовной статье. В 1977 году в «Литературной газете»[уточнить] вышел очерк Аркадия Ваксберга «Жалоба», рассматривающий горькую судьбу героев истории и сыгравшие в ней роль общественные реалии. Режиссёр Мелис Убукеев затем обратился к Ваксбергу для создания сценария фильма, в котором при сохранении многих деталей фактической основы были изменены не только имена, но и профессии главных героев.

## Источник
Национальная энциклопедия «Кыргызстан» (кирг. «Кыргызстан» улуттук энциклопедиясы). Гл.редактор Асанов У. А. К97. Б.: Центр государственного языка и энциклопедии, Бишкек 2012.